# BMW R1200 ST
La BMW R1200 ST è una motocicletta  prodotta dalla casa motociclistica tedesca BMW dal 2005 al 2007.

## Descrizione
Il motore è un bicilindrico boxer da 1170 cm³ con cilindri raffreddati ad aria e testate raffreddate ad olio, derivato dal motore della R1200 RT dalla quale riprende anche il cambio a sei marce e la trasmissione. Il propulsore è dotato di iniezione elettronica indiretta con distribuzione [Monoalbero] a otto valvole e rapporto di compressione di 12,0:1.
Sebbene simile alla RT, la ST è una moto orientata più alla guida sportiva, con un diverso manubrio e con una carenatura più leggera, che contribuisce ad avere un peso complessivo più contenuto rispetto alla RT.